# Sebastian Schönberger
Pour les articles homonymes, voir Schönberger.
Sebastian Schönberger (né le 14 mai 1994 à Schalchen) est un coureur cycliste autrichien.

## Biographie
En 2014, il termine sixième du Tour des Flandres espoirs.

### Saison 2018
Le 1er juin 2018, il rejoint l'équipe continentale professionnelle italienne Wilier Triestina-Selle Italia où il devient le premier coureur autrichien à y évoluer. Il débute sous ses nouvelles couleurs sur les routes suisses, prenant part au GP de Lugano (abandon) puis au GP du canton d'Argovie (24e). En août, il termine cinquième du Tour de République tchèque. Sa venue dans l'équipe italienne lui permet de découvrir le Tour de Lombardie en fin de saison (58e). 

### Saison 2019
Sebastian Schönberger commence sa première saison pleine au sein de la structure italienne sur le Tour Colombia, notamment au côté de Dayer Quintana, 24e du classement général. Il enchaîne par deux courses françaises, la Classic de l'Ardèche (25e) puis la Drôme Classic (19e) avant d'enchaîner les épreuves World Tour avec les Strade Bianche (38e), Tirreno-Adriatico et Milan-San Remo (137e). Il se distingue lors du Tour de Turquie (15e du général), tout comme son coéquipier Etienne van Empel (11e). Ils brillent tous deux de nouveau sur le Tour d'Albanie, l'Autrichien y montant sur la 3e marche du podium et van Empel sur la deuxième. En juin, il termine 14e du Tour de Slovénie alors que Giovanni Visconti y est seulement devancé par Diego Ulissi. Au sortir de celui-ci, il échoue au pied du podium lors de son championnat national (4e). Il décroche une nouvelle place lors du Tour de l'Utah, 6e de la première étape.

### Saison 2020
Le 15 novembre 2019, l'équipe continentale professionnelle B&B Hotels-Vital Concept annonce son arrivée pour la saison 2020, Jérôme Pineau étant séduit par sa culture internationale, ses qualités sur les profils vallonnés ou encore son expérience de coéquipier, notamment auprès de Giovanni Visconti. Il étrenne ses nouvelles couleurs pour la première fois à l'occasion du GP La Marseillaise (23e). Dix-septième du général sur le Tour d'Andalousie, il est victime d'une chute sur la quatrième étape le reléguant hors du top 20 final. À la suite de la défection de plusieurs formations sur fond de pandémie de coronavirus, son équipe est invitée sur Paris-Nice. Pour sa première participation à la Course au soleil, il prend la 33e place au classement général. La pandémie causant la suspension de la saison, il ne reprend la compétition que le 1er août sur les Strade Bianche (abandon). Grimpeur, il ne parvient pas à se distinguer sur le Mont Ventoux Dénivelé Challenges (abandon), ni sur le Tour de l'Ain (59e au général), ni sur le Critérium du Dauphiné (hors-délais lors de la cinquième étape). Il est plus en vue sur son championnat national (5e) et lors du championnat d'Europe où il attaque à 3 kilomètres de l'arrivée avant de se faire reprendre. 21e du Tours du Doubs puis 26e de Paris-Camembert, il clôt sa saison sur le championnat du monde (54e).

### Saison 2021
En 2021, il se distingue sur la deuxième partie de saison. Début août, il termine 6e du Tour de Savoie Mont-Blanc où il réalise deux tops 10 d'étape (4e et 6e). Un mois plus tard, il termine 12e du Tour de Jura avant de prendre part au championnat d'Europe et à Eschborn-Francfort, sa deuxième course World Tour de la saison avec le Critérium du Dauphiné. Échappé lors des deux premières étapes du Tour de Luxembourg, il ne parvient pas à ravir le maillot de meilleur grimpeur à Kenny Molly. Le 26 septembre, il participe pour la deuxième année consécutive au championnat du monde, y terminant 28e. Échappé sur la Classic Loire-Atlantique mais abandonnant une fois repris alors que la course se déroule dans des conditions météorologiques difficiles, il décroche son premier résultat significatif avec l'équipe française la semaine suivante, montant sur le podium du Tour de Vendée (3e). Il clôt sa saison sur le week-end breton de la Coupe de France, 36e du Grand Prix du Morbihan et 6e des Boucles de l'Aulne.

### Saison 2022
Il lance sa saison 2022 sur l’Étoile de Bessèges-Tour du Gard, échappé lors de la troisième étape. Il enchaîne par le Tour de La Provence où il se montre en jambes lors des deux dernière étapes, ses 14e et 16e places lui permettant de se classer 17e au général. Il connaît un week-end malheureux en région Auvergne-Rhône-Alpes, chutant sur la Classic de l'Ardèche et la Drôme Classic. Cette malchance le poursuit à l'entraînement. Alors qu'il prépare son deuxième Paris-Nice, il est victime d'un accident à l'entraînement et doit renoncer à la Course au soleil. Il ne reprend la compétition que le 1er mai sur Eschborn-Francfort (24e) où il est membre de l'échappée du jour. Son retour à la compétition se passe bien, il se montre ensuite en jambes sur les Quatre Jours de Dunkerque (15e au général), notamment sur la cinquième étape autour de Cassel où il termine 14e. Sur les Boucles de l'Aulne, il se détache avec huit autres coureurs à plus de 70 kilomètres de l'arrivée et franchit la ligne d'arrivée en 6e position. 
Sa bonne forme se poursuit sur l'Alpes Isère Tour où il se met au service de Quentin Jauregui, vainqueur de la deuxième étape et porteur du maillot jaune. Lorsque ce dernier est distancé sur la dernière étape, il passe à l'offensive et se classe 13e, concluant le classement général à la 14e position. Malgré avoir été membre de l'échappée du jour sur la Mercan'Tour Classic Alpes-Maritimes, il parvient à se hisser au 14e rang. Privé de Paris-Nice, il est bien au départ du Critérium du Dauphiné, pour la troisième fois de sa carrière. Il y est échappé lors de la 3e et de la 5e étape où il est repris avec ses compagnons de fugue à quelques centaines de mètres de l'arrivée.

### Saison 2024
Il décide de mettre un terme à sa carrière à la fin de cette saison.

## Palmarès
- 2014
  - 3e du championnat d'Autriche sur route espoirs
- 2016
  - 2e du Tour du Burgenland
  - 3e du championnat d'Autriche du contre-la-montre espoirs
- 2019
  - 3e du Tour d'Albanie
- 2021
  - 3e du Tour de Vendée
- 2024
  -  Champion d'Autriche de gravel[6]
  - Hungerburg Classic
  - 2e de l'Eröffnungsrennen Leonding

## Résultats sur les grands tours

### Tour de France
1 participation
- 2022 : 34e

## Classements mondiaux
| Année                                 | 2014 | 2015 | 2016  | 2017  | 2018 | 2019 | 2020 | 2021 | 2022 | 2023  | 2024  |
| ------------------------------------- | ---- | ---- | ----- | ----- | ---- | ---- | ---- | ---- | ---- | ----- | ----- |
| Classement mondial                    |      |      | 2345e | 1184e | 883e | 613e | 533e | 390e | 509e | 1238e | 1201e |
| UCI Europe Tour                       | 775e | nc   | 1567e | 763e  | 607e | 462e | 435e | 323e | 405e | nc    | nc    |
| UCI Asia Tour                         | nc   | nc   | nc    | nc    | 452e |      |      |      |      |       |       |
|                                       |      |      |       |       |      |      |      |      |      |       |       |
| Légende : nc = non classéSource : UCI |      |      |       |       |      |      |      |      |      |       |       |